# 2686 Linda Susan
2686 Linda Susan eller 1981 JW1 är en asteroid i huvudbältet som upptäcktes den 5 maj 1981 av den amerikanska astronomen Carolyn S. Shoemaker vid Palomar-observatoriet. Den är uppkallad efter upptäckarens dotter, Linda Susan Salazar.
Asteroiden har en diameter på ungefär 16 kilometer och den tillhör asteroidgruppen Eos.